# Sídliště Labská kotlina I
Sídliště Labská kotlina I, popř. Labská I je urbanistický celek v Hradci Králové, umístěný jihovýchodně od centra města. Jedná se o první poválečný obytný komplex ve městě.
Na základě projektu z roku 1946 bylo sídliště realizováno ve dvou etapách v letech 1947 až 1955 (první fáze 1947 až 1950, druhá fáze 1950/51 až 1955). Od roku 1990 je součástí Městské památkové zóny Hradec Králové, čímž se řadí mezi nemnoho památkově chráněných sídlišť v Česku. Navazuje na areál škol postavený v meziválečném období. Nachází se uvnitř Gočárova okruhu, který sídliště odděluje od sousední Labské kotliny II.

## Vznik
Plány na stavbu obytné zástavby v Labské kotlině jsou známé již z období po první světové válce. V roce 1925 tak proběhla urbanistická soutěž. Demografický růst obyvatelstva ve městě se však zpomalil, čímž oddálil realizaci. Po druhé světové válce byl nedostatek bytů, a tak bylo rozhodnuto o výstavbě nové čtvrti inspirované příklady ze Sovětského svazu, Skandinávie, Spojeného království i Spojených států.
Stavitelem byl národní podnik Československé stavební závody, stavebníkem město Hradec Králové. O architektonickou podobu se postarali František Bartoš a Josef Havlíček, oba absolventi Gočárovy speciálky na Akademii výtvarných umění s rozhledem a znalostmi o světových trendech. Ti navrhli domy podle nových nároků na bydlení. Centrem bytu již nebyla kuchyně, ale obývací pokoj. Zatímco šestnáct řadových čtyřpodlažních trojdomů obsahovalo menší byty, tři trojdomy nabízely větší a luxusnější bytové jednotky. Domy měly na patře zpravidla šest bytů, tj. dva na schodiště. Byt se obvykle skládal z obývacího pokoje s velkou lodžií, kuchyně se spíží, dvou ložnic a vstupní haly s menší lodžií. Byty na kraji budovy ve druhém a třetím podlaží měly o ložnici navíc, a to díky specifickému bočnímu arkýři, který je pro toto sídliště typický. Krajní byty ve čtvrtém podlaží mají místo této ložnice navíc terasu. Byty jsou plošně velkorysé, když zabírají od 90 do 110 m2. Ze stavebního hlediska se jedná o zděné domy se železobetonovými stropy.
V plánu byla rovněž tzv. svobodárna, objekt pro ubytování svobodných. Na něj měl navazovat společenský a kulturní sál. K výstavbě těchto specifických objektů však nedošlo. Místo bylo později využito pro prádelnu dle návrhu architekta Jana Rejchla. Občanská vybavenost byla jedním z klíčových součástí celého projektu, který nemyslel jen na ubytování. Ve čtvrti se mělo nacházet na 10 dětských hřišť. V ose hlavní dvouproudové ulice bylo plánováno centrum občanské vybavenosti s obchody, lékaři a dalšími službami.
Stavět se začalo v roce 1947. Po volbách v roce 1948 pokračovala výstavba rozestavěných budov. V roce 1949 předčasně zemřel Bartoš a přes Havlíčkův nesouhlas došlo následně ke změně projektu, který ustoupil z jeho původní komplexnosti, a v letech 1951 až 1955 tak pokračoval sice v původním hmotovém pojetí, nicméně již ovlivněn socialistickým realismem. Na domech č.p. 965, 966, 967 a 968 už jsou k vidění historizující a monumentalizující prvky jako bosování či zdobné římsy a obklady. Místo keramických obkladů začal být používán břízolit, místo horizontálních oken byla použita menší dvoukřídlá. Upraveny byly střechy. Na konci 50. let 20. století vznikl internát zdravotních sester (1957–1959), který byl následně přestavěn na klasický obytný dům.
Parková úprava se dodělávala později po dokončení stavebních prací. Realizace se toto doplnění a revitalizace sídliště dočkalo až v 70. letech 20. století. Tehdy byla na okraji sídliště postavena mateřská škola, která byla později adaptována na soukromou kliniku. V ulici V Lipkách byla k obytnému domu přistavěna prodejna s potravinami. V roce 1966 vytvořil Jan Rejchl plán na úpravu veřejných prostranství, a stejný podal ještě jednou o šest let později (1972). Plán počítal se třemi plastikami, z toho jedna měla být kinetická a zbylé dvě součástí fontán. Na sídlišti však nakonec nebyla osazena žádná umělecká díla. Jedinou výjimkou bylo sgrafito vytvořené Oldřichem Tlustošem až v roce 1975 pro nově stavěnou mateřskou školu. Tento umělecký prvek se nedochoval.
Na sídlišti je k dispozici 625 bytů pro 2430 obyvatel.
| Základní sídelní jednotka | počet obyvatel (k 2011) | počet obyvatel (k 2021) |
| ------------------------- | ----------------------- | ----------------------- |
| ZSJ Labská kotlina I      | 1 269                   | 1 223                   |